# ダイエーグルメシティ津久野店
ダイエーグルメシティ津久野店（ダイエーグルメシティつくのてん）はかつて大阪府堺市西区津久野町一丁目に所在していた総合スーパー（GMS）である。

## 概要
開業当初はダイエー津久野店としてオープンした。元々はGMS（総合スーパー）であったが、マルエツとの戦略的連携よる作戦により2003年には食品SMのグルメシティに業態転換された
。
開業当初は津久野ショッパーズプラザが名称だったが、現在は左記の名称は公式には使われずダイエーグルメシティ津久野店の名称を表向きは前面に出している（ただし、西区への届出上のSC名称では津久野ショッパーズプラザとなっている）。
建て替えのため、2018年2月28日を以て閉店。跡地にはマンションヴェリテ津久野が建設され、2020年5月30日にはダイエーが1階に「イオンフードスタイル津久野店」（店番号0883）として再出店した。同店舗は旧店舗より規模を縮小し、ほぼ食品に特化した小型スーパー形態として営業している。

## フロア構成
| 階 | フロア概要               |
| -- | ------------------------ |
| 3F | 専門店のフロア           |
| 2F | 衣料品、生活用品のフロア |
| 1F | 食品のフロア             |

## テナント
主なテナントは以下の通り。
- ドムドムバーガー（別館）
- ダイソー（3階）

出店全店舗一覧は公式サイト「フロアガイド（ウェブアーカイブ）」を参照。